# Detlef Kirchhoff (Politiker)

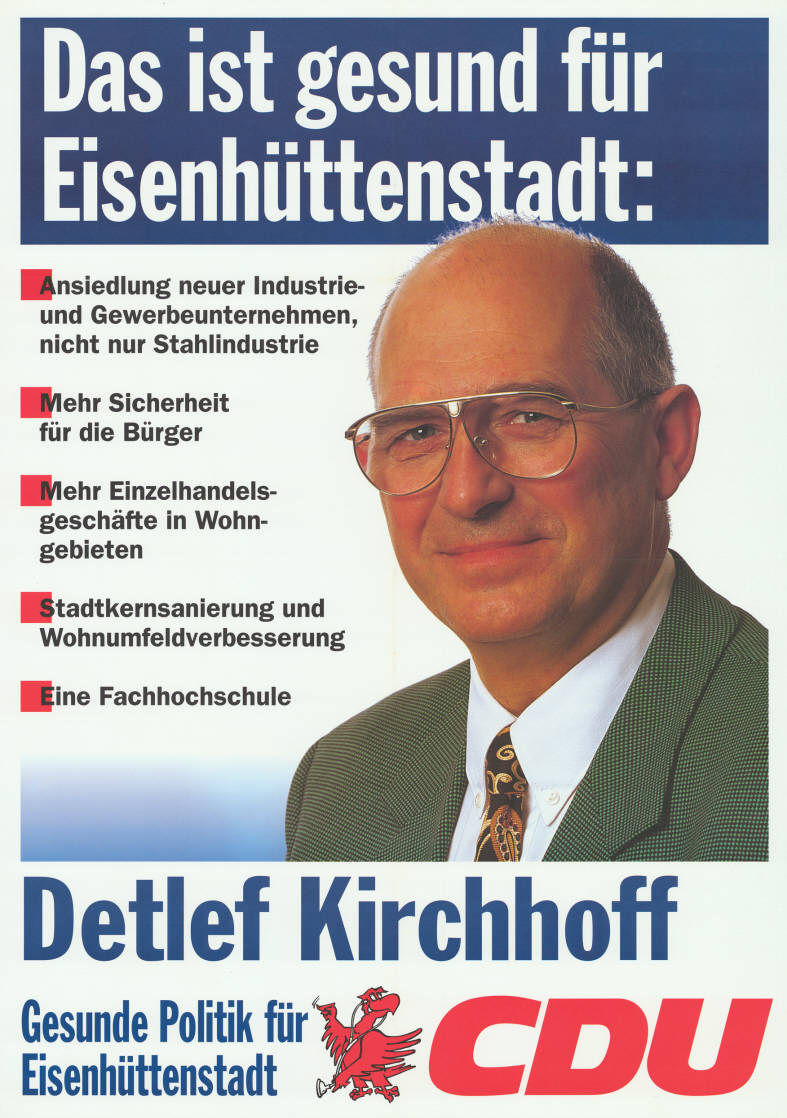
Kandidatenplakat zur Landtagswahl in Brandenburg 1994

Detlef Kirchhoff (* 1941 in Berlin) ist ein deutscher Politiker (CDU).
Nachdem er 1958 mit der Mittleren Reife abgeschlossen hatte, machte Kirchhoff eine Lehre als Mess- und Regelungsmechaniker und ging von 1961 bis 1964 an die Ingenieur-Schule Hennigsdorf, wo er Ingenieur für Wärmetechnik wurde. Von 1968 bis 1974 und von 1982 bis 1984 machte er ein Fernstudium an der TU Dresden, wo er als Diplom-Ingenieur Hochfrequenztechnik und Ingenieur für Umweltschutz abschloss. Von 1966 bis 1986 war Kirchhoff beim Bandstahlkombinat „Hermann Matern“, der heutigen EKO Stahl AG Eisenhüttenstadt/Arcelor, als Assistent, wissenschaftlicher Mitarbeiter, Laborleiter der Arbeitshygiene, Umweltschutzbeauftragter und Abteilungsleiter für Umweltschutz und Arbeitshygiene tätig. Von 1986 bis 1990 arbeitete er in der Stadtverwaltung Eisenhüttenstadt, wo er Stadtrat für Umweltschutz, Wasserwirtschaft und Energie war. Er war stellvertretender Amtsleiter der Wirtschaftsförderung. Seit 1985 ist er zudem Mitglied im Bund für Natur und Umwelt e. V.
Im August 1990 wurde Kirchhoff Mitglied der CDU, wo er stellvertretender Vorsitzender im Kreisverband Oder-Spree war. Von 1990 bis 1994 saß er im ersten Landtag von Brandenburg. Er wurde im Wahlkreis Eisenhüttenstadt direkt gewählt.